# Midnapore
Midnapore (ou Medinipur) est une ville d'Inde, chef-lieu du district de Paschim Medinipur, dans l'état du Bengale-Occidental. En 2011, sa population était de 169 264 habitants.

## Étymologie
La ville s'appelle মেদিনীপুর (Mēdinīpura) en bengali. Il y a plusieurs explications contradictoires quant à l'origine de ce nom. Certaines sources affirment qu'une divinité locale nommée « Medinimata » (mère du monde), une incarnation de Shakti, est à l'origine du nom de la ville. D'autres sources affirment que Midnapore a été nommée ainsi car nombre de mosquées qu'elle contenait était comparable à celui de Médine.

## Histoire

### Période pré-coloniale
L'histoire de Midnapore pendant l'Antiquité semble être influencée par le jaïnisme et le bouddhisme. Des pièces de monnaie à l'effigie de Samudragupta ont été trouvées à proximité de la ville. Au VIIe siècle, elle fait partie du royaume de Harsha. Toutefois, le site archéologique majeur de la région est le port de Tamralipta (près de la ville actuelle de Tamluk), mentionné dans des récits de voyage de Faxian et de Xuanzang. Plus tard, au XVIe siècle, a lieu la chute de la dynastie « Gajapati Mukunda Deva », dernière dynastie hindoue indépendante de Kalinga et d'Utkala. Midnapore est ensuite contrôlé par le subehdar d'Odisha jusqu'à ce que ce dernier soit vaincu par Shah Shuja, gouverneur du Bengale.
Commence alors l'ère des nawabs musulmans au Bengale. En 1746, le général Mir Jafar au service du nawab Alivardi Khan combat le lieutenant Sayyid Nur de Mir Habib près de Midnapore dans le cadre d'une campagne militaire ayant pour but de reconquérir l'Odisha et de résister aux attaques des Marathes contre le Bengale. Toutefois, lorsque Mir Habib arrive Balasore avec les forces Marathes, Mir Jafar s'enfuit à Burdwan, laissant ainsi Mir Habib conquérir Midnapore avec facilité. Les marathes gardent l'Odisha (qui inclut alors Midnapore) jusqu'en 1749, année durant laquelle Alivardi Khan reconquiert la ville. Les Marathes continuent à attaquer Midnapore pour le malheur de la population locale.

### Période coloniale
En 1756, Alivardi meurt et Siradj ud-Daulah lui succède. Ce dernier s'oppose à la compagnie britannique des Indes orientales mais il est trahi par son général Mir Jafar à la bataille de Plassey. Cet événement consolide la puissance de la compagnie sur l'Odisha et le Bengale, y compris Midnapore. Midnapore donne de nombreux martyrs au mouvement pour l'indépendance de l'Inde. Plusieurs événements contestataires y ont eu lieu dont la rébellion des santals de 1766 à 1767 ou encore la révolte des chuars en 1799.
Rajnarayan Basu, l'un des tuteurs de Rabindranath Tagore, prix Nobel de littérature de 1903, est le directeur de l'école Zilla (aujourd'hui « école collégiale de Midnapore ») en 1850. Il crée une école pour filles, une école de nuit pour les travailleurs et une bibliothèque publique. Par ailleurs, des professeurs de l'école Zilla, dont Hemchandra Kanungo, inspirent des élèves et les ont poussés à s'engager dans le mouvement pour l'indépendance de l'Inde. Khudiram Bose, révolutionnaire indien opposé au Raj britannique, y étudie. Il est arrêté à Midnapore en 1906 alors qu'il distribue des tracts incitant à la rébellion. Il est exécuté en 1908 pour avoir tenté d'assassiner un magistrat. Trois magistrats britanniques du district de Paschim Medinipur sont assassinés au début du XXe siècle. Kazi Nazrul Islam participe à plusieurs sommets politiques à Midnapore dans les années 1920.

## Géographie et climat
Le climat de Midnapore suit la mousson. L'été dure d'avril à la mi-juin avec des températures journalières allant de 30 à 40 °C. Les soirs et les nuits sont souvent le théâtre de pluies nommées localement kalboishakhis (কালবৈশাখী en bengali) ou tempêtes de poussière. Ces pluies peuvent durer de la mi-juin à août, ou parfois même septembre. Ainsi, les précipitations moyennes annuelles atteignent généralement 1 500 mm. L'hiver dure entre deux et trois mois et il est doux. Les températures les plus basses vont de 8 à 14 °C. Les allergies sont fréquentes en été et au printemps en raison de la concentration élevée de particules de poussière dans l'air.
La rivière Kangsabati traverse Midnapore. Les sols autour de cette dernière sont alluviaux avec un taux important d'argile et de sable mais la ville possède aussi des sols latéritiques. Le nord-est de la ville comprend aussi des forêts d'eucalyptus et de sals. Les forêts de sals sont sur les collines de Dalma, dans la chaîne de Bengal-Jharkhand. Les attaques d'éléphants sont fréquentes dans la région bien que Midnapore n'ait jamais été attaquée. Toutefois, certaines attaques ont eu lieu très proche de la ville, entre autres dans le village de Gurguripal situé à 6 km.

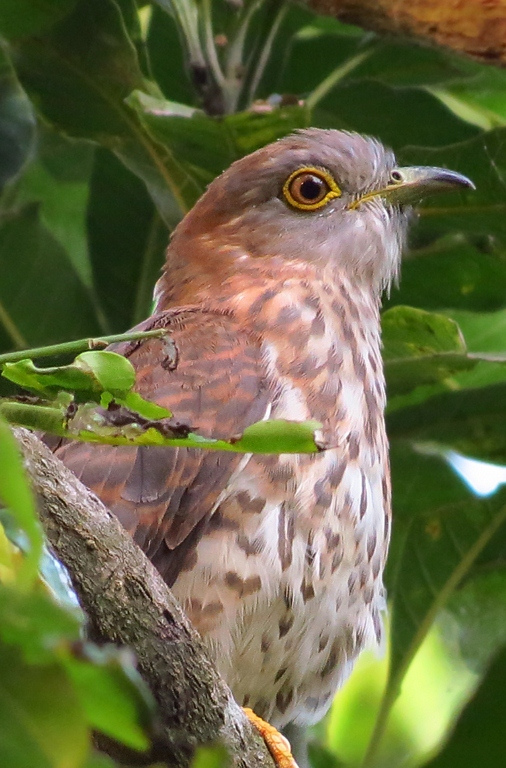
Coucou shikra à Midnapore
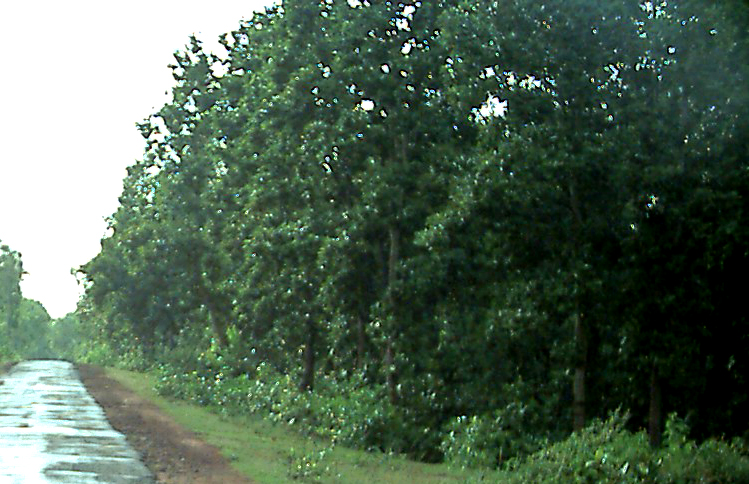
La forêt Arabari, située à 30 km de Midnapore

## Infrastructures

### Transport

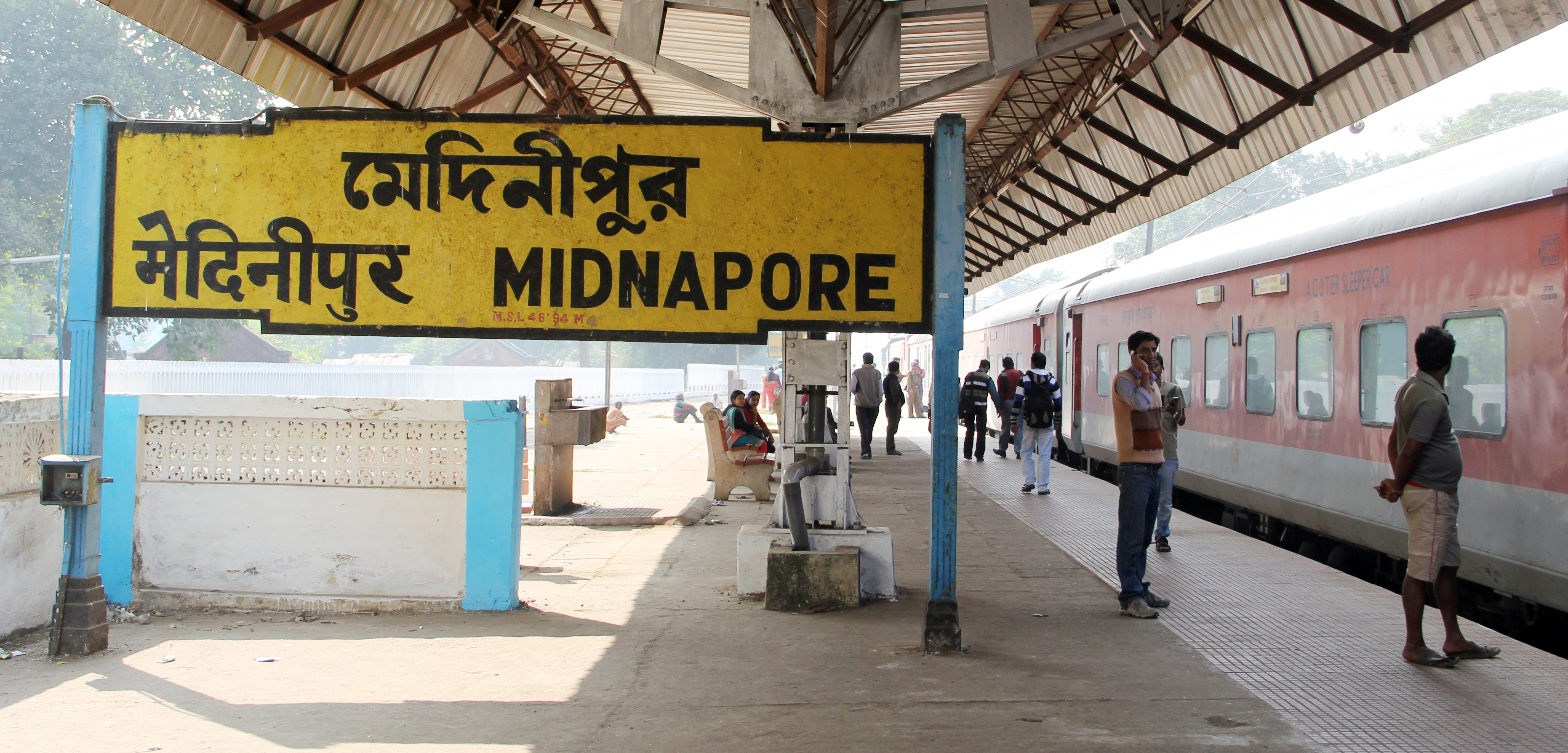
Intérieur de la gare de Midnapore

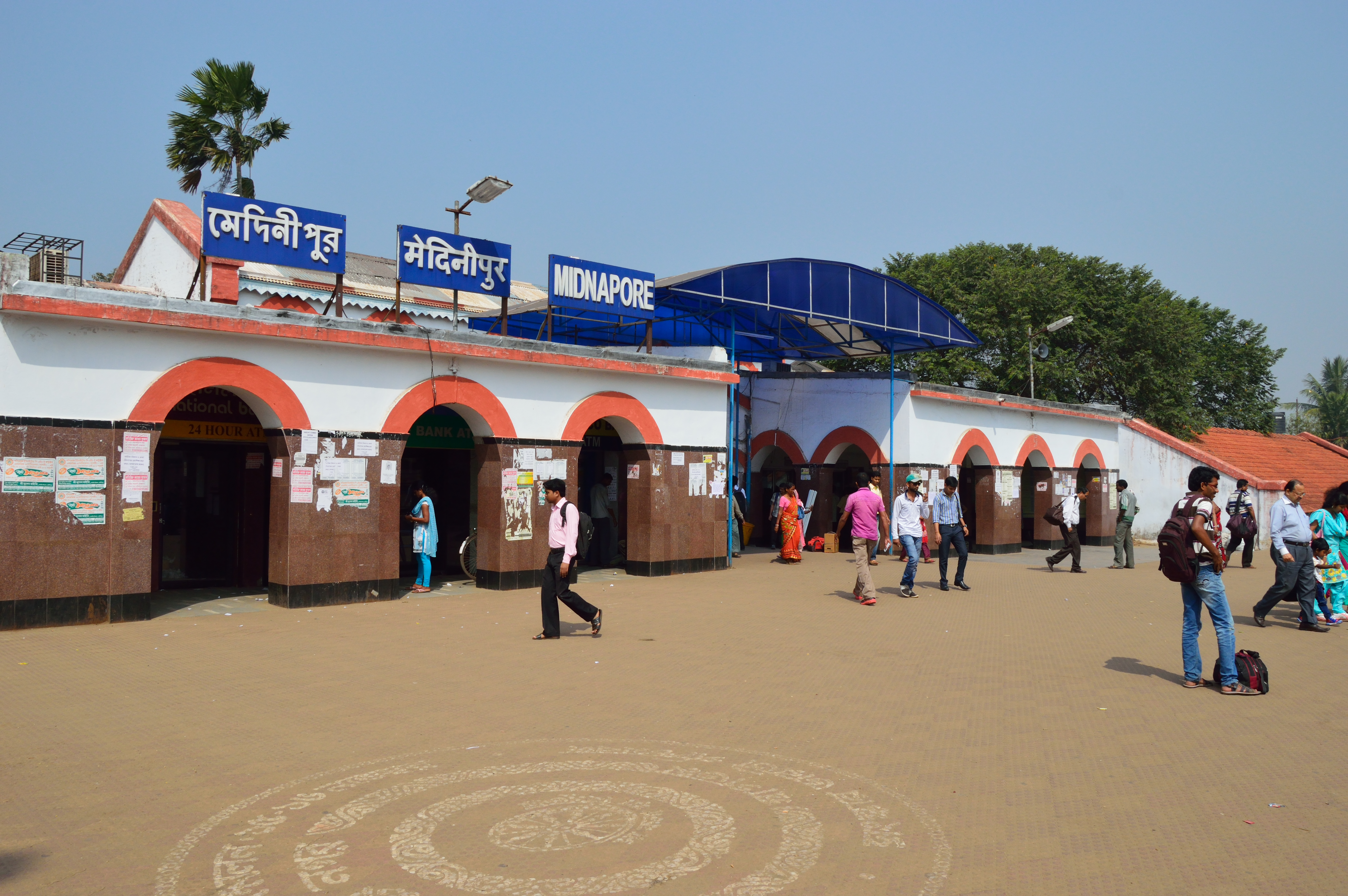
Extérieur de la gare

La gare de Midnapore est reliée à des grandes villes mais aussi à plusieurs villages et petites villes de la région. Elle est située sur la ligne Kharagpur-Bankura-Adra qui la relie aux districts de Bankura et de Purulia,. De nombreux trains de passagers circulent entre Howrah et Midnapore ainsi qu'entre Adra et Midnapore. Certains trains express majeurs passent aussi à Midnapore, comme le Delhi-Puri, le Puri-Patna ou encore le Howrah-Kurla. Par ailleurs, Midnapore est située à 13 km de Kharagpur, pôle d'échange majeur de la zone Sud-Est de la compagnie Indian Railways.
Les routes de Midnapore sont régulièrement améliorées et agrandies depuis 1997 dans le cadre d'un projet de « mégapole ». Les routes principales sont bien éclairées et ont plusieurs voies. Toutefois, certaines petites routes de la ville ne sont toujours pas bétonnées et sont difficiles à emprunter pendant la mousson. De plus, très peu de ponts traversent la rivière Kangsabati. Ces derniers accueillent le trafic en provenance de Calcutta et Howrah. Néanmoins, le temps de trajet nécessaire pour rejoindre Calcutta a déjà été diminué grâce à la construction de nouvelles autoroutes. De nombreux panneaux de circulation ont été installés dans la ville pour réguler le trafic des véhicules à moteur et des vélos qui est en constante évolution. Des pousse-pousse motorisés couvrent par ailleurs les itinéraires les plus congestionnés.

### Eau
L'eau est une ressource rare à Midnapore. La majorité de l'eau provient de la rivière Kangsabati dont la taille diminue chaque année à cause de la surexploitation. La ville fournit l'eau du robinet gratuitement, mais elle n'est disponible que deux heures par jour (deux fois une heure) et est stockée par ceux qui le peuvent dans des récipients en plastique, en métal ou même en béton. La qualité de l'eau est discutable, ce qui cause la prolifération des filtres à eau individuels.
L'élimination des eaux usées est aussi un enjeu. Les quartiers de la ville ayant un faible revenu ne disposent pas d'un système de plomberie efficace. Ils doivent donc compter sur le service de ramassage des déchets pour évacuer leurs eaux usées. Par ailleurs, les égouts ne sont pas toujours couverts, ce qui cause une prolifération de maladies, souvent liées aux mouches et aux moustiques. Cependant, ce problème est moins important que dans les alentours car Midnapore est plus sèche que d'autres villes de la région qui sont proches du littoral.

### Électricité
L'électricité est disponible comme dans l'ensemble du Bengale-Occidental mais la demande dépasse l'offre. Les pannes de courant sont monnaie courante pendant l'été et la mousson mais elles durent rarement plus d'une heure. La plupart des entreprises et des ménages de classe sociale élevée possèdent des générateurs de secours utilisés en cas de panne.

## Démographie

### Population totale
En 2011, le sex-ratio était de 992 femmes pour 1 000 hommes.
|        | 2001    | 2011    |
| ------ | ------- | ------- |
| Total  | 153 349 | 169 264 |
| Hommes | 78 365  | 84 977  |
| Femmes | 74 984  | 84 287  |

### Alphabétisation
En 2011, 88,99% de la population âgée de 7 ans et plus était alphabétisée (92,52% des hommes et 85,44% des femmes).
|        | 2001    | 2011    |
| ------ | ------- | ------- |
| Total  | 115 448 | 137 133 |
| Hommes | 62 509  | 71 547  |
| Femmes | 52 939  | 65 586  |

### Enfants (0 à 6 ans)
En 2011, le sex-ratio était de 985 filles pour 1 000 garçons.
|         | 2001   | 2011   |
| ------- | ------ | ------ |
| Total   | 15 213 | 15 172 |
| Garçons | 7 746  | 7 644  |
| Filles  | 7 467  | 7 528  |

### Religion
Religion à Midnapore :
- Hindouisme (82,61 %)
- Islam (16,09 %)
- Christianisme (0,92 %)
- Autres (0,38 %)

En 2011, la majorité des habitants étaient hindous. Il y avait une minorité musulmane significative.
|                  | Quantité | %      |
| ---------------- | -------- | ------ |
| Hindouisme       | 139 827  | 82,61% |
| Islam            | 27 238   | 16,09% |
| Christianisme    | 1 558    | 0,92%  |
| Sans religion    | 305      | 0,18%  |
| Bouddhisme       | 165      | 0,10%  |
| Autres religions | 97       | 0,06%  |
| Sikhisme         | 51       | 0,03%  |
| Jaïnisme         | 23       | 0,01%  |

1. ↑  L'énoncé en anglais est No particular religion.

## Personnalités liées à la commune
- Huseyn Shaheed Suhrawardy (1892-1963), ancien premier ministre du Pakistan

## Source de la traduction
- (en) Cet article est partiellement ou en totalité issu de l’article de Wikipédia en anglais intitulé « Midnapore » (voir la liste des auteurs).